# E-rotic

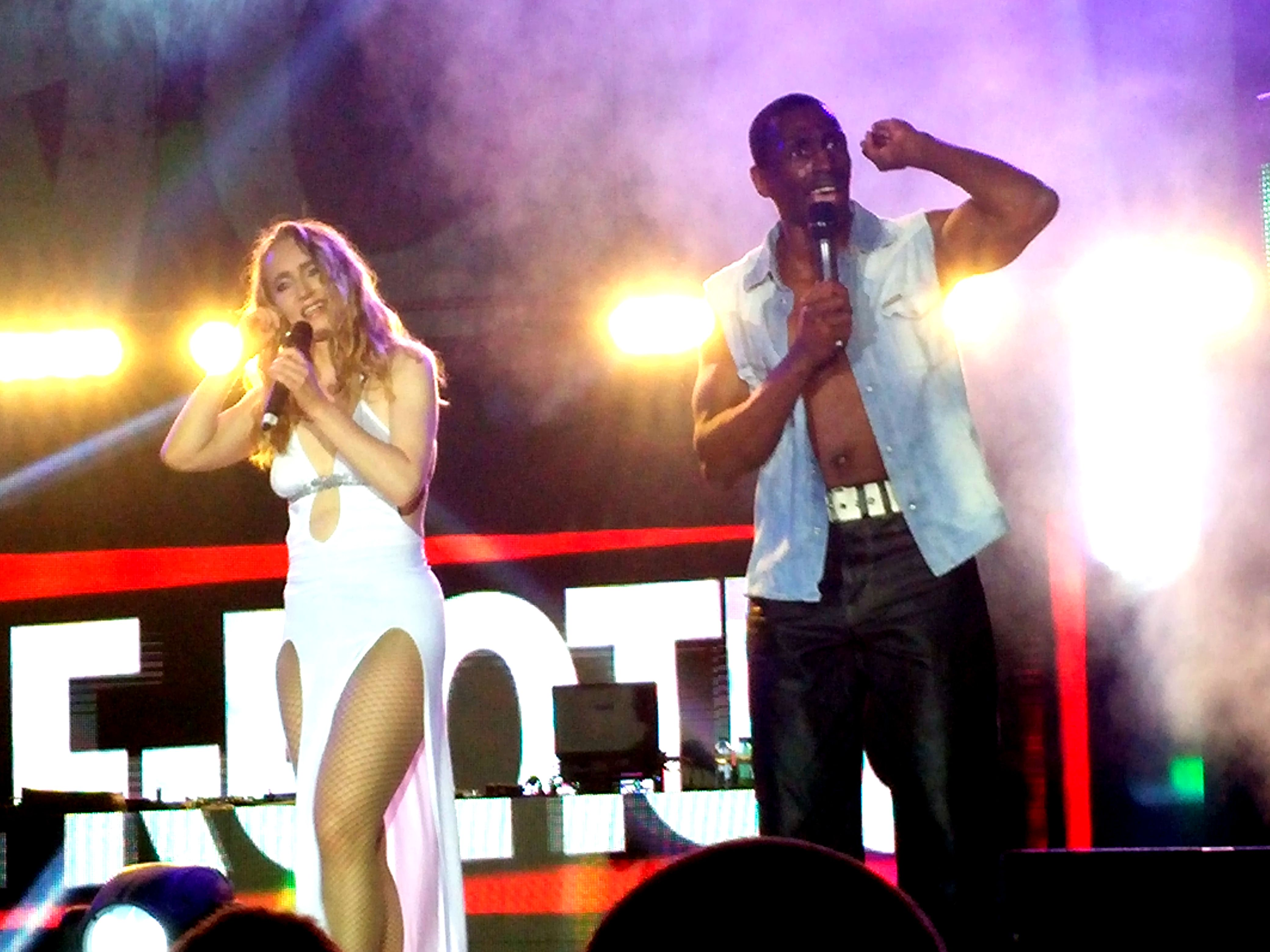
E-rotic in 2015

E-Rotic is een Duitse techno-, hiphouse- en eurodancegroep. Ze zijn vooral bekend van het gebruik van seksuele thema's in hun muziek.

## Geschiedenis
Oorspronkelijk bestaande uit Lyane Leigh en de in de Verenigde Staten geboren Raz-Ma-Taz (Richard Michael Smith), begon de groep in 1994 en nam platen op in de jaren 90. Maar in juni 1996 verlieten beide leden de groep na een meningsverschil tussen Leigh en producer David Brandes. E-Rotic was nu samengesteld uit Jeanette Christensen en Terence d'Arby (niet te verwarren met Terence Trent D'Arby). Lyane Leigh verzorgde wel nog het vocale werk op verschillende platen tot 1999, maar ondertussen hadden zij en Raz-Ma-Taz hun eigen groep opgericht, bekend onder de naam SEX Appeal. In oktober van datzelfde jaar werd d'Arby vervangen door Ché Jouaner.
Christensen verliet de groep in 2001 en de nieuwe zangeres werd Yasemin Baysal, tevoren actief bij Das Modul. Maar Jouaner en Baysal verlieten de groep in 2002 en de nieuwe zangeres en rapper werden Lydia Madawjewski (die de vocals al had verzorgd sinds het vertrek van Lyane Leigh in 1999) en Robert Špehar. Maar het is bekend dat de huidige rapper, bij het opnemen van nummers, eigenlijk producer David Brandes is.

## Discografie

### Albums
- Sex Affairs (1995)
- The Power Of Sex (1996)
- Sexual Madness (1997)
- Thank You For The Music (1997)
- Greatest Tits (1998)
- Kiss Me (Japan) (1999)
- Mambo No. Sex (Germany) (1999)
- Gimme Gimme Gimme (Japan) (2000)
- Missing You (Germany) (2000)
- Dancemania Presents E-Rotic Megamix (Japan) (2000)
- Sexual Healing (Japan) (2001)
- The Very Best Of E-Rotic (Japan) (2001)
- Sex Generation (2001)
- The Collection (Japan) (2002)
- Total Recall (Japan) (2003)
- Cocktail E-ROTIC (Japan) (2003)
- Total Recall (Germany) (2003)
- Level Up (2024)

| Single met eventuele hitnotering(en) in de Nederlandse Top 40 | Datum van verschijnen | Datum van binnenkomst | Hoogste positie | Aantal weken | Opmerkingen |
| ------------------------------------------------------------- | --------------------- | --------------------- | --------------- | ------------ | ----------- |
| Max don't have sex with your ex                               | 1995                  | 14-01-1995            | 4               | 10           |             |
| Fred come to bed                                              | 1995                  | 01-04-1995            | 12              | 5            |             |

### Singles
- Max Don't Have Sex With Your Ex (1994)
- Max Don't Have Sex With Your Ex (Remixes) (1994)
- Fred Come To Bed (1995)
- Fred Come To Bed (Remixes) (1995)
- Sex On The Phone (1995)
- Sex On The Phone (Remixes) (1995)
- Willy Use A Billy ... Boy (1995)
- Willy Use A Billy ... Boy (Remixes) (1995)
- Help Me Dr. Dick (1996)
- Help Me Dr. Dick (Remixes) (1996)
- Who Wants To Live Forever (1996)
- Fritz Love My Tits (1996)
- Fritz Love My Tits (Remixes) (1996)
- Gimme Good Sex (1996)
- Gimme Good Sex (Remixes) (1996)
- The Winner Takes It All (1997)
- Thank You For The Music (1997)
- Turn Me On (Japan) (1997)
- Baby Please Me (Japan) (1998)
- Die Geilste Single Der Welt (Germany) (1998)
- Oh Nick Please Not So Quick (Japan) (1999)
- Kiss Me (Germany) (1999)
- Mambo No. Sex (Germany (1999)
- Gimme Gimme Gimme (Japan) (2000)
- Queen Of Light (Germany) (2000)
- Don't Make Me Wet (Germany) (2000)
- Billy Jive (With Willy's Wife) (Japan) (2001)
- King Kong (Germany) (2001)
- Max Don't Have Sex With Your Ex 2003 (Germany) (2003)
- Video Starlet (2016)
- Mr. Mister (2018)
- Max Don‘t Have Sex With Your Ex – Reboot 21 (2020)
- Heaven Can Wait (2021)